# خالد جوليت
خالد حسن علي المعروف باسم خالد جوليت هو لاعب كرة قدم سوداني معتزل.

## المسيرة الكروية
بدأ مسيرته الكروية في الهلال موسم 2001 ولعب في صفوفه لثمان مواسم محققاً معه لقبي الدوري خمس مرات والكأس مرتين. بعدها انتقل إلى حي العرب في بورتسودان ولعب معه موسماً قبل أن يختتم مسيرته مع جزيرة الفيل.
على صعيد المنتخب السوداني، لعب جوليت 38 مباراة مع المنتخب وشارك معه في كأس الأمم الإفريقية 2008 بالإضافة إلى تصفيات كأس العالم 2006.
في عام 2022 قرر نادي الهلال تكريم خالد جوليت بجانب ثلاث لاعبين سابقين في صفوفه (عمر بخيت وصلاح الضي وخالد بخيت) وذلك بإعادة قيدهم في صفوف النادي بشكل صوري لإنهاء مسيرتهم فيه.

## الإنجازات

### الهلال
- الدوري السوداني الممتاز (5): 2003، 2004، 2005، 2006، 2007.
- كأس السودان (2): 2002، 2004.

## وصلات خارجية
- خالد جوليت على موقع قاعدة بيانات كرة القدم.إي يو (الإنجليزية)
- خالد جوليت على موقع ناشيونال فوتبول تيمز (الإنجليزية)
- خالد جوليت على موقع Soccerway.com (الإنجليزية)